# Sigulda Borg
Sigulda Borg (lettisk: Siguldas ordeņa pils; tysk: Sygewalde, Segewold) er borgruinen af et tidligere fæstningsværk i det nordlige Sigulda ved Gaujaflodens venstre bred i Vidzeme i Letland, som opførtes af Sværdbroderordenens mester Venno i perioden fra 1207 til 1209. Siguldaborgen var blandt de første fire klostre i området. Til vore dage er kun borgruinen bevaret, hvoraf nordtårnet samt kapelmuren renoveredes i 1960'erne til 1980'erne. På borgområdet er der adskillige gange blevet udført arkæologiske udgravninger. Sigulda Borg har status som statsligt arkæologisk og arkitektonisk mindesmærke.